# باشگاه فوتبال سیلکس
باشگاه فوتبال سیلکس (انگلیسی: FK Sileks) یک باشگاه فوتبال در کراتوفو، مقدونیه شمالی است.